# Animales en la Primera Guerra Mundial
El empleo de animales en la Primera Guerra Mundial estuvo ampliamente extendido, principalmente equinos y mulas para el transporte y la caballería, perros para el transporte (perros de tiro) y la transmisión de mensajes, así como palomas mensajeras. En muchos casos los soldados también los acogían como animales de compañía o las secciones de los ejércitos los adoptaban como mascotas con fines patrióticos o para la captación de fondos.
Se calcula que llegaron a participar en la guerra de forma activa más de 16 millones de animales, de los cuales 11,5 fueron equinos; los dos bandos dependían casi exclusivamente de los animales de tiro como el caballo o la mula para transportar los pertrechos y provisiones al frente una vez descargadas de los trenes. Pese a esto la imaginería de la Primera Guerra Mundial se plasma a menudo como una guerra mecanizada debido a la aparición del uso del tanque en la guerra de trincheras del Frente Occidental o el desarrollo de la aviación.
La guerra afectó también a los animales de compañía de la población civil, cuyo problema principal era conseguir alimento suficiente para mantenerlas.

## Especies

### Équidos
11,5 millones de équidos (incluidos burros y mulas) participaron en la guerra, 6 millones en el bando ruso, 2,5 en el alemán, 1,88 en el francés y 1,2 en el británico. Algunos de estos animales ya estaban acostumbrados al trabajo que se les exigió debido a que habían sido utilizados anteriormente en empresas de transporte o en las minas; pero otros, hasta entonces propiedad de particulares o campesinos, mostraron una mayor propensión a enfermedades infecciosas como la adenitis equina, el muermo, la influenza equina, o la pasteurelosis neumónica (fiebre del embarque) provocados por las duras condiciones del transporte hasta los campos de batalla, la mala alimentación, las bajas temperaturas o incluso desarrollaron neurosis de guerra. El muermo era especialmente temido debido a que podía ser transmitido a los humanos, con una mortalidad cerca del 90%. En general, las malas condiciones en el campo de batalla provocaban también enfermedades de la piel, callos e infecciones en las pezuñas, congelación, inflamación en las articulaciones, llagas por el roce de las sillas de montar y los arneses y cojera. Tan sólo 58.000 de los 256.000 caballos que perdieron las fuerzas británicas en el Frente Occidental fueron a causa del fuego enemigo, el resto murieron a causa de agotamiento o enfermedad.
Murieron entre 5 y 6 millones de équidos a lo largo de la guerra. El porcentaje de équidos que murieron en cada ejército varía notablemente (entre un 75% en el autrohúngaro, un 42% en el francés o un 12% en el británico) debido a las diferencias que existían entre el acceso a recursos como las medicinas, la presencia o no de un sistema de hospitales veterinarios o a las medidas que se tomaban frente a los animales heridos o enfermos.

#### Caballos
Los caballos fueron utilizados principalmente para dos tipos de trabajo, como caballos de tiro en el transporte de armas, vagones de suministros y otros vehículos; y como caballos de monta para el uso diario de los oficiales o, en muy raras ocasiones, como monturas para los soldados de caballería. Las cualidades más buscadas en los caballos de guerra eran la capacidad de mantener una marcha suave, especialmente el trote, y que consumiera menos comida que un caballo promedio. Los caballos de tiro se dividían entre los de tiro ligero y los de tiro pesado.
El Ejército estadounidense vendió más de 1 millón de équidos al bando aliado, muchos de ellos comprados a la población civil bajo un precio prefijado que variaba según la calidad del animal entre 190 y 230 dólares, tanto los caballos como las mulas. Por otro lado únicamente el 28% de los caballos usados por Estados Unidos fueron enviados desde América, el resto provenía de fuerzas aliadas (Francia y Gran Bretaña) y de España. Cuando entró oficialmente en la guerra en 1917 empleó 182,000 caballos, de los cuales 60.000 de ellos murieron en combate y el resto fueron vendidos o murieron de enfermedades, exposición a gases venenosos, extenuación, inanición o sacrificados para carne.
El Ejército británico en agosto de 1914 tenía 80 vehículos a motor, comparado con los 20.000 caballos que tenía al inicio y los 25.000 que compró durante los primeros seis meses. A lo largo de la guerra empleó 900.000 caballos, 460.000 comprados o requisados de la población civil en Gran Bretaña e Irlanda, y otros 397.206 adquiridos en Estados Unidos según datos oficiales. Los animales que llegaban a Gran Bretaña y que pasaban a formar parte del ejército, gestionados por el Army Remount Service, eran enviados inicialmente a los centros de entrenamiento que contenían las instalaciones para adiestrar y equiparlos. Inicialmente estos centros eran gestionados por hombres hasta que en 1916 abrió el Russley Park, gestionado enteramente por mujeres. En 1917 el ejército británico empleaba alrededor de la mitad de sus caballos, unos 368.000, en el frente occidental.
En 2014 el Gobierno británico condecoró al caballo Warrior con la medalla Dickin, el equivalente a la Cruz Victoria en animales, siendo el primer animal de la Gran Guerra condecorado con esta medalla. La ceremonia sirvió también como reconocimiento a la valentía mostrada por todos los animales que sirvieron en el frente durante el conflicto.

#### Burros y mulas

El rey Pedro I de Serbia en un carro de artillería tirado por bueyes durante la retirada de Serbia en 1915.

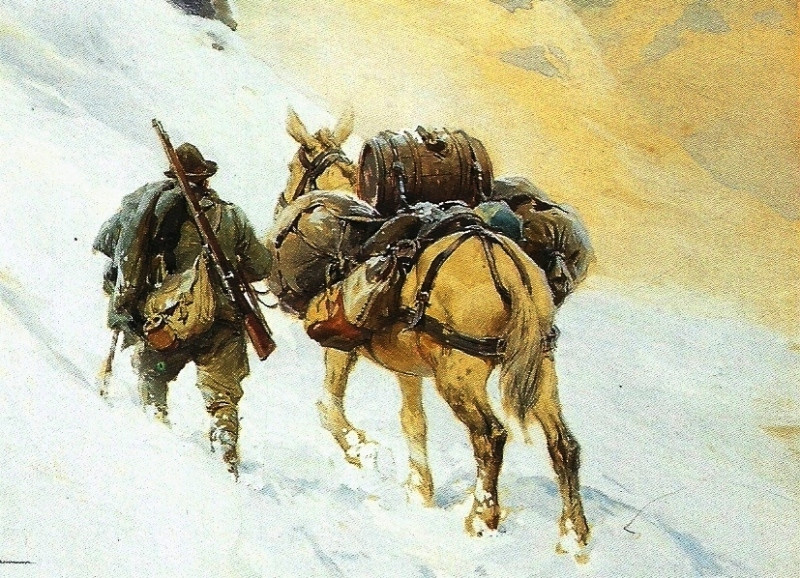
Soldado italiano de los Alpini que llevan una mule, tela de Achille Beltrame, 1916.

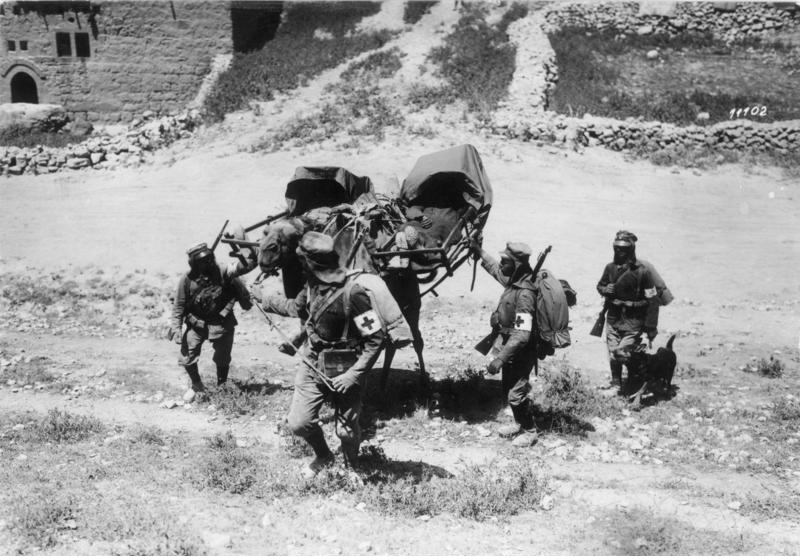
Hombres, dromedario y perro del servicio médico del ejército otomano en el frente palestino, 1918.

Los burros y las mulas fueron ampliamente utilizados por los ejércitos beligerantes, y generalmente se clasificaban entre los más fuertes como mulas y burros de tiro y los más pequeños como burros o mulas de carga; descartando los que tenían el pelaje claro por ser blancos más fáciles. Las tropas que los usaban mulas tenían arrieros especializados en el manejo y el cuidado de ellos, realizando trabajos de cierta pericia como la carga del animal o el acicalado.
El Ejército británico no disponía de burros y mulas al inicio de la guerra, aunque ya se habían llegado a usar en las guerras bóeres, pero a medida que fue más difícil adquirir caballos los fueron sustituyendo por los primeros. Llegaron a comprar 275,097 a Estados Unidos al final de la guerra, la mitad de ellos adquiridas a la empresa estadounidense Guyton and Harrington. Durante el asedio Kut-el-Amara en Mesopotamia (diciembre de 1915 - abril de 1916), el ejército indobritánico liderado por el general Townshend fue rodeado por los otomanos con 10.000 soldados y 18.000 mulas. Cuando se acabaron las provisiones, las mulas que aún vivían tuvieron que ser alimentadas con la carne de las mulas muertas mezclada con salvado y sal. Las 26 mulas que quedaron vivas al final del asedio fueron fusiladas por los soldados para no dejarlas en manos de los turcos.
La Fuerza Expedicionaria Estadounidense, como se denominaba al ejército de los Estados Unidos enviado a Francia, contaba con unas 60.000 mulas entre sus filas. Un gran número fueron compradas a España (16.639 mulas), Francia (8.992 mulas) y Gran Bretaña (6.794 mulas); y se destinaban principalmente para el transporte de material y de tiro. Desde estados Unidos se llegaron a enviar menos de 30.000 mulas, pese a que el número de mulas propiedad del ejército era muy superior, debido a que carecían del espacio de carga para llevarlos a través del Atlántico. El 75% de las mulas a cargo de la Fuerza Expedicionaria Estadounidense murieron, en parte debido a la falta de atención veterinaria. Durante el primer año de su participación en la guerra el ejército estadounidense no contaba con hospitales veterinarios por lo que se tuvieron que hacer cargo de esta tarea el británico y el francés.

### Camellos
La caballería de camellos fue utilizada por todos los beligerantes en el frente de Oriente Próximo como medio de transporte y patrullaje, especialmente por el Ejército británico y el Ejército otomano. Los camellos podían llegar a transportar hasta dos tanques de 57 litros cada uno, o incluso en ocasiones algún herido mediante un sistema de alforjas de mimbre. Las unidades montadas a camello, en el caso de entrar en combate, dejaban los camellos en la retaguardia y luchaban a pie como unidades de infantería.
Los británicos emplearon los camellos en varios cuerpos del ejército como el Cuerpo Imperial de Camellos, el Cuerpo  de Camellos de Somalia o el Cuerpo Egipcio de Transporte a Camello, destinados principalmente al transporte. Los camellos eran adquiridos habitualmente sin ningún tipo de indumentaria, por lo que las autoridades militares de Oriente Medio tuvieron que conseguir más de 50.000 albardas para equiparlos. En la campaña del Senussi, en 1916, la Fuerza Expedicionaria Británica Egipcia estableció la Cuerpo Imperial de Camellos (Imperial Camel Corps Brigade) con unas 3.800 unidades de infantería montada a camello formada por cuatro batallones; uno británico, uno neozelandés y dos australianos. Este cuerpo de camellos fue desmantelado antes del final de la guerra para trasladar las tropas al frente occidental. También estableció el Cuerpo Egipcio de Transporte a Camello (Egyptian Camel Transport Corps) que contaba en 1916 con 20.000 camellos utilizados para abastecer el frente y los trabajos de construcción del ferrocarril palestino. Durante las operaciones en 1918 el 21° cuerpo de infantería usó 13.206 camellos y 1984 mulas. Las Tropas de Servicio Imperial contaban con el cuerpo de Bikaner Camel Corps, formada por infantería del Raj británico montada en camello. Los camellos tenían otro uso secundario en el Ejército británico, que era el de alimentar el fuego con sus excrementos secos del hornillo de campaña Soyer, diseñado por el cocinero francés Alexis Soyer, y ampliamente utilizado en las filas británicas. Esta cocina portátil podía ser alimentada tanto con madera, carbón o excremento seco de camello, y podía llegar a calentar hasta 45 litros de sopa a la vez.
El Ejército otomano también contaba con unidades de caballería de camellos, y como en el resto de ejércitos eran usadas en el transporte y el patrullaje, exceptuando algunas ocasiones como la incursión otomana en el canal de Suez. Cemal Bajá, general del Cuarto Ejército otomano, siempre estaba protegido por un escuadrón de guardias montados a camello.
Por otro lado las fuerzas que tomaron parte en la rebelión árabe luchando contra el Imperio otomano, como las guerrillas árabes o el ejército del Reino de Hiyaz, también contaban con unidades de caballería montada y de transporte a camello.

### Palomas mensajeras
En el transcurso de la guerra se emplearon alrededor de 100.000 palomas mensajeras, principalmente en el frente occidental y en el frente macedonio. En 1914 los ejércitos Alemán, Turco, Belga y Francés ya tenían un sistema de mensajería de palomas. Eran transportadas en camiones adaptados, en bicicleta o lanzados desde los barcos, y posteriormente se empezaron a lanzar desde aviones o incluso tanques. Dependiendo de las condiciones climatológicas el ejército contaba con que una paloma podía llegar a recorrer más de 500km. Los mensajes se escribían en trozos de papel y se sujetaban a las patas dentro de un pequeño cilindro de aluminio. A menudo se dejaba de alimentar a la paloma antes de enviarla con un mensaje para que estuviera más motivada a volver a su nido para alimentarse. Según escribió el director del servicio de palomas mensajeras del Ejército británico Alfred S. Osman, en su obra de 1928 Palomas en la Gran Guerra, las palomas tenían una tasa de éxito de entrega de los mensajes entre el 95 y el 99%.
Francia movilizó 60.000 palomas durante la guerra de las que llegaron a morir unas 20.000, como recuerda el monumento a las palomas mensajeras de la Primera Guerra Mundial situado en Lille, Francia.
En Gran Bretaña la protección de las palomas fue uno de los apartados incluidos en la Ley de Defensa del Reino de 1914. Era ilegal tener palomas sin licencia bajo pena de seis meses de prisión o una multa de 100 libras, ni siquiera como alimento, y se realizaron campañas para animar a la población a donar sus palomas al ejército. La asociación Homing Pigeon Society de Birmingham, con 20.000 miembros, ofreció 30.000 palomas para este propósito. El Museo de Historia Natural de Londres. Pese a esto, aparte de 15 palomas donadas al M16 en septiembre de 1914, el Ejército británico no contó con un servicio de palomas mensajeras hasta mayo de 1915. El Servicio Naval de Palomas (Naval Pigeon Service) de la Marina británica fue el primero en utilizar palomas durante la guerra, enviando las palomas desde los buques dragaminas para detectar los nuevos campos de minas marinas plantados por el enemigo. El Servicio Palomas Mensajeras (Carrier-Pigeon Service), bajo el control del Cuerpo de Inteligencia, no envió palomas al frente occidental hasta marzo de 1916. Al final de la guerra, había más de 22.000 palomas, 150 palomares móviles y 400 expertos sirviendo en el Servicio de Palomas Mensajeras del Ejército británico, además de contar con unos 90.000 soldados entrenados en el cuidado y manejo de las aves. Más de 100.000 palomas fueron utilizadas por los servicios militares británicos durante la guerra, en contraste con las 250.000 empleadas en la Segunda Guerra Mundial.
El cuerpo de comunicaciones del Ejército estadounidense, el Signal Corps, empleó 600 palomas mensajeras, y el Aviación del Cuerpo de Marines contaba con 1508 palomas entrenadas repartidas en 12 estaciones alrededor de Francia en el momento del armisticio. La paloma Cher Ami fue una de las más conocidas, y fue galardonada con la Cruz de Guerra francesa por su participación en la batalla de Verdún ayudando a salvar al Batallón Perdido de la 77 División en la ofensiva de Meuse-Argonne, en octubre de 1918. Su cadáver se conserva expuesto en el Museo Nacional de Historia Estadounidense.
El Ejército Imperial Alemán tenía 21.000 palomas estacionadas a lo largo de sus fronteras al estallar la guerra, expandiendo dramáticamente su número a lo largo de la guerra. Llegó a realizar pruebas en el frente occidental con pequeñas cámaras de reconocimiento transportadas por palomas, diseñadas por el inventor alemán Julius Neubronner, aunque el desarrollo de la aviación hizo que el invento no se llegara a utilizar.

### Perros

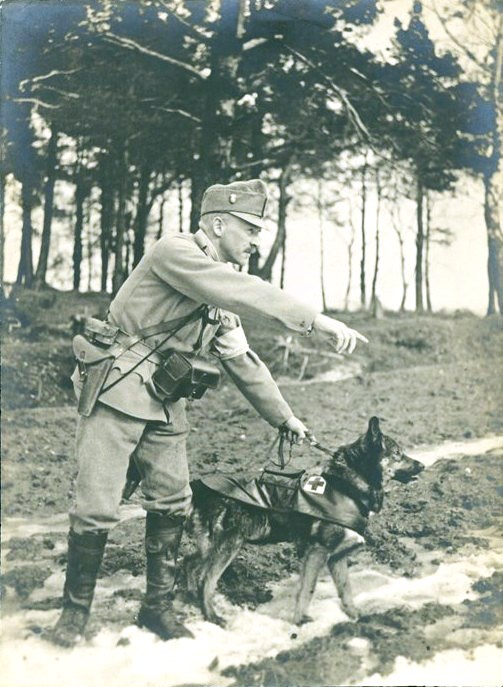
Perro del servicio médico austrohúngaro, 1914-1918.

Unos 100.000 perros fueron utilizados por los distintos beligerantes durante el conflicto, especialmente por Alemania y Austria-Hungría que ya usaban los perros en el ejército antes de la contienda y contaba con varias escuelas militares para su entrenamiento. Fueron usados principalmente para transportar objetos o mensajes, remolcar ametralladoras, como perro guardián, para tirar líneas telefónicas entre las trincheras, detectar sonidos u olores o encontrar heridos en el campo de batalla. Otra de las funciones principales de los perros en las zonas de guerra fue la de animal de compañía, constituyendo un refugio emocional de los horrores de la guerra, pese a que se intentara evitar por parte del Ejército francés mediante vigilancia y sanciones a los soldados. En diciembre de 1917 se les permitió a los soldados de las trincheras mantener a los perros como animales de compañía hasta que pudieran llevárselos a casa en el siguiente permiso. Se ha calculado que murieron alrededor de un 25% de los perros mensajeros y sanitarios que participaron en la guerra.
En general el adiestramiento se basaba en una relación de colaboración y confianza, utilizando el lazo emocional entre el perro y el entrenador como catalizador principal del potencial militar canino. La guía oficial del Ejército francés emitida en noviembre de 1915 establecía que los entrenadores debía trabajar "alegremente" con sus perros y evitar "reprimendas agudas y cualquier cosa que pudiera volverlos temerosos, bajo la noción de que la obediencia del perro radicaba más en la conexión con el soldado que con el miedo a la reprimenda. Un método utilizado para habituarlos al sonido de los proyectiles era darles de comer justo después de la detonación.

En Francia el establecimiento de la Sociedad Nacional para Perros de Rescate (NSRD o Société Nationale du Chien Sanitaire) en 1908 supuso un giro importante para promover el uso de los perros del ejército francés y, más concretamente, el adiestramiento de perros paramédicos. La asociación, cuya membresía contaba con numerosos miembros del ejército, donó los 250 perros que tenía adiestrados al Ejército francés al estallar la guerra. Pese a esto el debate sobre la utilidad de los perros de guerra se mantuvo en el Ejército francés hasta diciembre de 1915, cuando el ministro francés Alexandre Millerand creó el Service des Chiens de Guerre (Servicio de perros de guerra), adquiriendo perros principalmente de las perreras. En 1916 la NSRD fue renombrada como Société Nationale du Chien Sanitaire et Chiens de Guerre y fue reconocida como asociación de utilidad pública por el Estado francés. En 1917 el Service des Chiens de Guerre elaboró una guía de selección canina dando los perros de entre 45 y 60 centímetros de altura y descartando los de color blanco y los que no eran suficientemente atentos y vigilantes; al año siguiente empezaron a descartar los mestizos y los perros de caza. En total los franceses contaron con unos 10.000 perros entre sus filas, dedicados a la vigía, a la búsqueda y rescate de heridos, a la transmisión de mensajes y al transporte; murieron la mayor parte de ellos. 

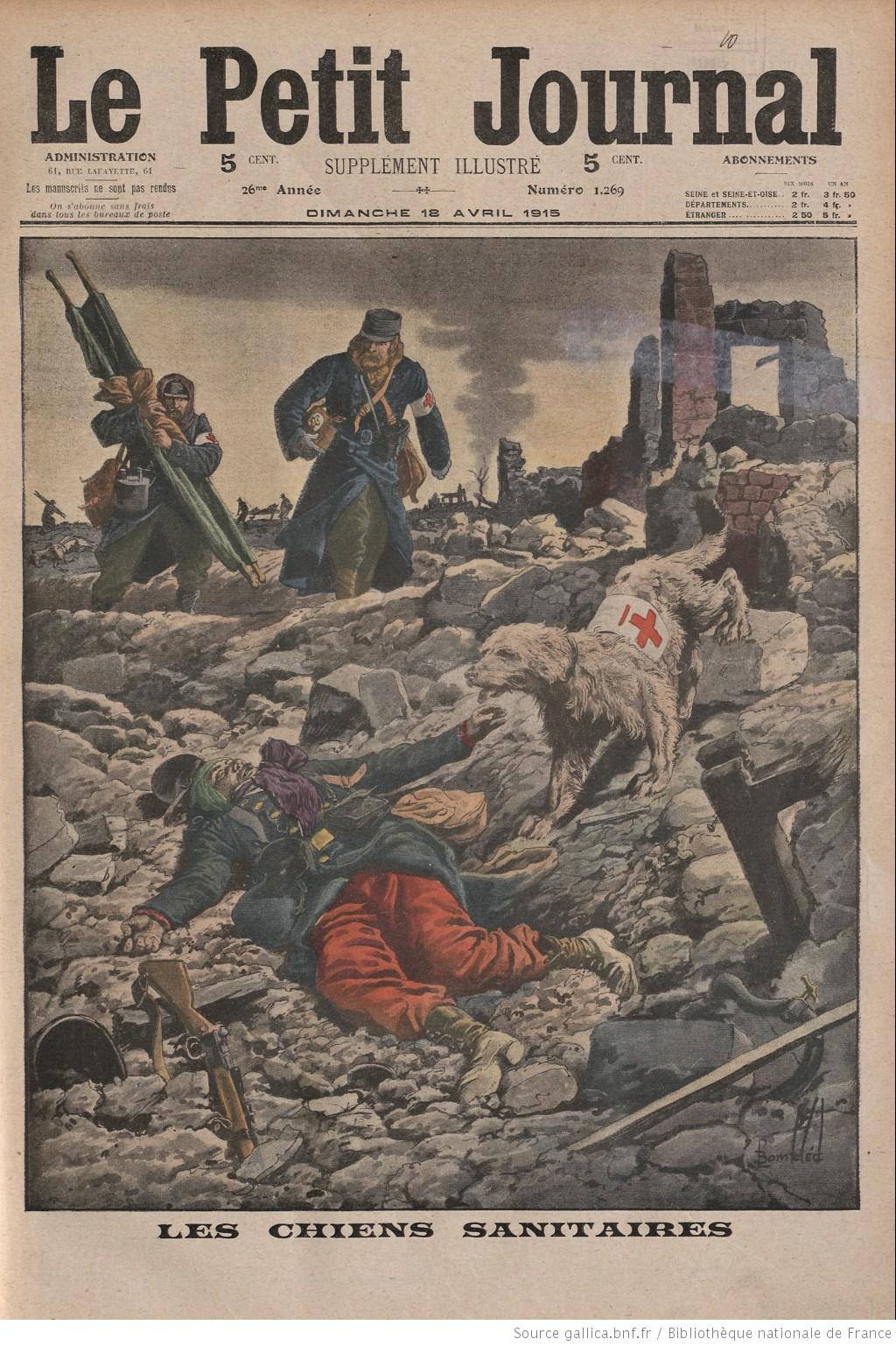
"Perros sanitarios", especial de la revista Le Petit Journal, 8 de febrero de 1918.

El Ejército Imperial Alemán tenía 6000 perros adiestrados al principio de la guerra, muchos de ellos comprados en Gran Bretaña, y llegó a utilizar unos 30.000 perros adiestrados en todo el conflicto. El cuerpo sanitario contaba con 2500 perros sanitarios (sanitätshunde) empleados en la búsqueda de heridos en el campo de batalla. Los perros eran reclutados mediante anuncios en los periódicos que invitavan a enviar a los perros de forma voluntaria para "servir a la patria", con preferencia por los pastor alemán, los dóberman pinscher y los airedale terrier. Después de la guerra, Francia reclamó una indemnización por la pérdida de 26.000 perros como parte de las reparaciones de la Primera Guerra Mundial.
En el frente italiano de los Alpes, el Ejército italiano empleó 3.500 perros, en su mayoría de la raza San Bernardo, para el transporte suministros en trineo.
El Ejército estadounidense en cambio no estableció el uso militar de los perros de forma oficial hasta la Segunda Guerra Mundial, aunque en muchos casos fueron utilizados por los soldados estadounidenses ya que era habitual que los adoptaran como animales de compañía.
La Escuela Británica de Perros de Guerra fue creada por el teniente coronel Edwin Hautenville Richardson en 1917, y la perrera principal se encontraba en Étaples. Las razas más utilizadas por los británicos fueron el airedale terrier, el terrier irlandés y el collie, principalmente como perros mensajeros.
Varios perros fueron condecorados, como en el caso del perro centinela Pyrene condecorado por el presidente francés Raymond Poincaré en 1917 o Stubby, la mascota de la 26° división de infantería estadounidense, y que recibió numerosas medallas como reconocimiento de su servicio, entre ellas una otorgada por el general John J. Pershing.
El mastín belga, criado y usado en Bélgica como animal de tiro durante centenares de años, fue requisado por el Ejército belga durante la guerra para transportar carros de ametralladora, lo que provocó una importante disminución de la población de esta raza. El mastín belga se extinguió a mitad del siglo XX, después de la Segunda Guerra Mundial.

### Gatos
Los gatos participaron en la guerra principalmente como animales de compañía en las trincheras y como gatos de barco, un tipo de mascota con el que contaban la mayoría de los buques que participaron en la guerra y que se mantenía embarcado con el propósito de mantener a ralla las plagas de ratas y ratones. Los gatos se embarcaban también por motivos supersticiosos ya que algunos marineros creían que traían buena suerte y protegían a los navíos del mal tiempo. Muchos marineros creían que si un gato estornudaba era señal de lluvia, si lamía el pelaje a contrapelo era señal de que se aproximaba una tormenta, y si estaba juguetón era señal de viento. Esto tenía parte de verdad ya que el oído interno de los gatos se ve afectado por las presiones atmosféricas bajas, que muchas veces son precursoras de las tormentas.
También se utilizaron como mecanismo de detección de gas en las minas debido a que los gatos mueren más rápidamente que los humanos, lo que alertaba lo que podía alertar a los soldados de la presencia del veneno.

### Cabras
Las cabras fueron uno de los sujetos principales de pruebas para estudiar el efecto de las armas químicas en los seres vivos. En el Reino Unido se construyeron en 1916 las instalaciones de Porton Down para realizar experimentos con agentes químicos y se usaban a menudo cabras para comprobar los efectos de los gases debido a que su sistema respiratorio es similar al de los humanos. También se realizaban experimentos con ratas, gatos e incluso monos o humanos.
El quinto batallón de la Fuerza Expedicionaria Canadiense tuvo una cabra como mascota llamada Bill que ostentaba el grado de sargento y fue conmemorada con tres medallas durante la guerra, y se encuentra taxidermizada en el museo Royal Saskatchewan.

### Canarios
El uso de canarios en las minas era relativamente reciente en 1914, ya que su uso fue propuesto en 1896 por John Scott Haldane a raíz de una explosión en la mina de Tylorstown Colliery, en Tylorstown. A raíz de su uso en las minas los canarios fueron usados como detectores de gas en las trincheras debido a que son 15 veces más sensibles a la presencia de gas, y a menudo eran adoptados por los soldados gracias a este beneficio potencial.

### Elefantes

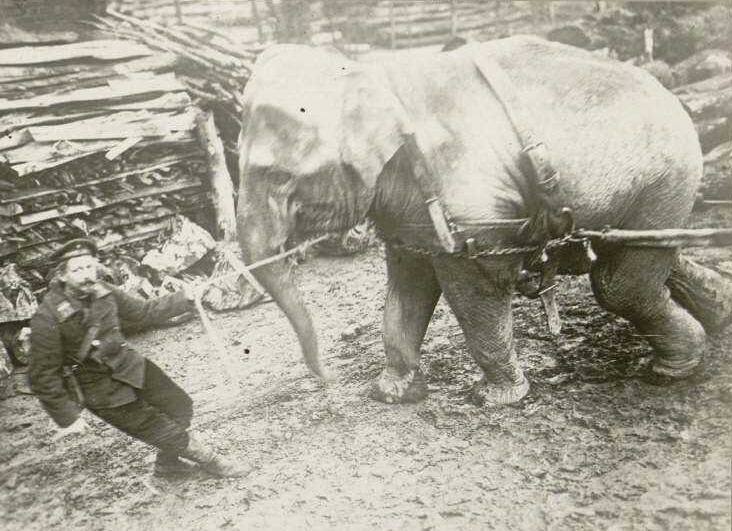
Elefante Jenny cargando leña en 1915.

Algunos elefantes se recuperaronn de zoológicos o circos y se utilizaron principalmente para realizar tareas pesadas o como animales de transporte. Entre otros el elefante Jenny fue empleado por los alemanes en el norte de Francia en 1915-1916, y Lizzie en el manejo de chatarra en Inglaterra.

### Ballenas
Las ballenas fueron cazadas principalmente para extraer glicerol de las reservas de grasa del animal, que posteriormente era usado para fabricar explosivos con nitroglicerina. La industria ballenera de las islas Georgias del Sur, bajo la administración del Reino Unido, llegó a cazar 175.000 ballenas para este propósito entre 1914 y 1917. Otros productos producidos con la grasa de las ballenas, así como los delfines y las focas, eran el aceite lubricante, el combustible para las estufas utilizadas en las trinchera y un tipo de aceite que servía para proteger contra el pie de trinchera. El Comité de Guerra de Aceites y Grasas alemán pagaba 10 millones de marcos por las focas y delfines con un mínimo de 15kg de peso, la mitad si estaba en proceso de descomposición.

### Ratas
Las ratas fueron uno de los principales problemas sanitarios a los que se enfrentaron los soldados en las trincheras, en las ciudades o en los campos de refugiados, debido a que son importantes transmisores de enfermedades infecciosas. Para hacer frente a la plaga de ratas su utilizaron diversos métodos de exterminio como las trampas o distintos tipos de veneno; además los perros fueron una de las medidas oficiales adaptadas por el ejército francés para mantener a raya el problema de las ratas en las trincheras. Warner Allen, el representante de la prensa británica con el Ejército francés en el Frente Occidental, escribió el 16 de enero de 1916 en The Guardian que el Ejército estableció una recompensa de medio penique por cada rata. Tras la medida un cuerpo del ejército llegó a cazar 8000 ratas en una noche.
Las ratas fueron utilizadas también para probar el efecto de distintos tipos de gas. La Estación Real Experimental de Ingenieros (Roya Engineers' Experimental Station), fundada en 1916 en Porton Down, fue uno de los principales centros británicos de experimentación con químicos; y los primeros experimentos importantes que se realizaron en las instalaciones midieron la afectación del gas de ácido sulfhídrico en las ratas. Los experimentos consistieron en colocar las ratas en un sistema de trincheras y soltar el gas a 100 metros de distancia para ver el impacto del gas y como podía ser contrarrestado.

### Insectos
Los insectos, como los piojos, los mosquitos o las pulgas fueron una causa importante de transmisión de las enfermedades infecciosas durante la guerra como la disentería, el cólera, la malaria, la sarna, la fiebre tifoidea o la peste equina africana. Alrededor del 90% de los soldados que servían en las trincheras tenían piojos, a menudo portadores de tifus, y las moscas de la carne hacían estragos contaminando los suministros de agua y alimentos con microbios y bacterias, provocando brotes de disentería como el de la campaña de Galllipoli de 1915. Aunque muchas de estas enfermedades eran endémicas en la mayor parte de Europa antes del estallido de la guerra, factores como el empobrecimiento de las medidas higiénicas, el movimiento de tropas y civiles o el deterioro del sistema inmunológico de la población debido a las malas condiciones de vida hicieron que estallaran diversas epidemias a lo largo de la guerra; sin contar con el estallido de la pandemia de gripe de 1918, que acabó con la vida de más de 50 millones de personas en todo el mundo. El porcentaje de bajas causadas por enfermedades es difícil de calcular, y varia según la campaña, pero se calcula que oscila entre un 25% como en el caso de la campaña de Arabia, un 18% en la campaña del Cáucaso y un 8% en la campaña del Sinaí y Palestina. La mitad de los soldados del Ejército otomano murieron a causa de alguna enfermedad.
La idea de que los insectos podían transmitir enfermedades era relativamente nueva en 1914, siendo siendo demostrado por primera vez gracias al descubrimiento en 1902 por parte del médico británico Ronald Ross de que el mosquito podía transmitir la malaria a través de su picadura. Walter Reed realizó una investigación similar con la transmisión de la fiebre amarilla. En 1918 los médicos identificaron a los piojos como el agente transmisor de la fiebre de las trincheras, que aquejaba a las tropas con dolores de cabeza, fiebre y dolores musculares.
El tifus, un conjunto de enfermedades infecciosas transmitido por las pulgas, llevó a la muerte de más de 200.000 personas tan solo en el Frente Occidental serbio, la mitad de ellas civiles. Serbia en 1914 justo terminaba la segunda guerra balcánica contra el Imperio otomano, por lo que el país estaba devastado. Al inicio de la Gran Guerra Servia tenía 400 médicos, de los cuales 124 murieron de tifus. En cambio el tifus prácticamente no afectó el Frente Oriental. El tifus fue también una de las principales causas de muerte en el genocidio armenio, en el cual se calcula que entre un millón y medio y dos millones de civiles armenios fueron deportados y asesinados por gobierno de los Jóvenes Turcos en el contexto de la guerra.
La sarna fue otra de las enfermedades comunes causadas por los insectos, una enfermedad de la piel causada por el ácaro parásito Sarcoptes scabiei, que ocurre tanto en animales como en humanos. La Fuerza Expedicionaria Estadounidense reportó que más del 60% de todos los animales enfermos tenían sarna. Esta era tratada con baños de cal y azufre, o a veces arsénico, así como con cámaras de fumigación con azufre especiales para caballos.
La malaria, transmitida por las hembras de varias especies de mosquitos Anopheles, fue la enfermedad más frecuente en las campañas de Gallipoli y de Mesopotamia. El Imperio otomano tomó medidas para prevenir el contagio de esta enfermedad mediante medidas como el uso de mosquiteras en puertas y ventanas o el suministro de quinina para los soldados destinados en zonas de mayor riesgo.
Por otro lado los insectos también sirvieron de ayuda a los soldados. Las luciérnagas eran usadas de forma ocasional en las trincheras para iluminarse o leer de forma segura, colocándolas dentro de jarras de cristal.
El médico estadounidense William S. Baer desarrolló la terapia larval a partir de las observaciones de soldados heridos que realizó durante la guerra, que consistía en aplicar larvas de gusano de califóridos en una herida abierta para prevenir o curar una infección.

### Babosas
Las babosas de la especie Limax Maximus fueron investigadas por Paul Bartsch para detectar gas mostaza ya que son tres veces más sensibles a la presencia de este veneno, ampliamente utilizado por ambos bandos. Las babosas indicaban la presencia del gas cerrando los poros de respiración y comprimiendo sus cuerpos.

## Consumo de carne
Durante la Primera Guerra Mundial, la comida se convirtió en un tema importante para los asuntos militares y civiles. La derrota de las Potencias Centrales, estranguladas por la escasez de alimentos, fue motivada en parte por los problemas que tuvieron con el abastecimiento de comida tanto en el frente como para la población civil, y por el fracaso de las políticas que aplicaron. La guerra también aceleró el aumento del consumo de comida procesada, tanto enlatada como congelada, debido entre otras cosas a que los rebaños de animales no se podían criar cerca del frente. El acceso a la carne en conserva hizo que aumentara el consumo de carne en los soldados provenientes de la clase trabajadora de forma temporal.
Al empezar la guerra Alemania importaba el 50% de la comida que consumía; y de esta, dos terceras partes era transportada por mar. Debido al bloqueo naval que Gran Bretaña impuso a Alemania desde noviembre de 1914, esta pasó a depender mayoritariamente de lo que se producía dentro de sus fronteras; pero a medida que los granjeros y los caballos eran llamados a filas esta capacidad de producción fue disminuyendo también. La escasez de alimentos y de forraje condujo al gobierno en 1915 a tomar la decisión de sacrificar un tercio de los cerdos de todo el país, lo que más adelante impactó en la producción de carne y de fertilizantes. En julio de 1918 las raciones de carne en la zona alemana eran un 88% menores que las de antes del inicio de la guerra.
Aunque los países aliados estuvieron en general en una mejor situación en cuanto al acceso y distribución de la comida, mantenerlo en buen funcionamiento también suponía un reto. En Estados Unidos se hicieron varias campañas para reducir el consumo de carne de vaca y de cerdo en la población civil, como la campaña Meatles Tuesdays (jueves sin carne) propulsada por Hervert Hoover en 1917, presidente en aquel momento de la agencia federal United States Food Administration. En 1918 el Reino Unido envió treinta millones de kg de carne al mes al Frente Occidental, en su mayoría enlatada. Los soldados del frente a menudo mantenían animales, como los pollos, para suplementar las raciones.
La hambruna y los frentes de batalla también alteraron de forma importante muchos ecosistemas, en algunos casos de forma permanente, como el caso de la extinción en estado silvestre del bisonte europeo, cuyos últimos individuos salvajes fueron cazados para servir de alimento a finales de 1918 en la cordillera del Cáucaso.

## Asociaciones de ayuda a los animales
Ya desde el principio de la guerra se hizo evidente que ninguno de los ejércitos tenía los recursos necesarios para hacer frente a la increíble cantidad de animales involucrados, siendo insuficiente la cantidad de profesionales veterinarios, hospitales veterinarios, conductores o herradores para cuidar a los animales que estaban en Francia. Esto dio lugar a una cantidad significativa de organizaciones privadas que se organizaron para recaudar fondos de ayuda para los animales heridos o abandonados, proveyendo suministros médicos, ambulancias para caballos e incluso hospitales completos a las organizaciones veterinarias militares.
La Royal Society for the Prevention of Cruelty to Animals fue una asociación civil reconocida por el Ejército británico y colaboró con el trabajo veterinario montando hospitales veterinarios o recogiendo fondos. También creó un servicio de recogida de los perros de los soldados que habían sido enviados al frente, que después evolucionó en el Society's Soldiers Dog Fund al final de la guerra. Otras asociaciones británicas también participaron en el cuidado de los animales fuera del ejército oficial como la National Canine Defence League (actualmente Dog's Trust) o la Dumb Friends League (posteriormente denominada The Blue Cross), una asociación veterinaria británica de ayuda a los animales creada durante las Guerras de los Balcanes, se reactivó durante la Gran Guerra para atender a los animales heridos en el campo de batalla. La Blue Cross reportó haber tratado durante la contienda a unos 50.000 caballos con dinero recaudado principalmente de donaciones. La Blue Cross también fue reconocida de forma internacional, lo que permitía a sus miembros acogerse a los acuerdos de los Convenios de Ginebra, pensados especialmente para que los cuerpos médicos pudieran ser considerados neutrales a fin de poder tratar a los heridos.
Al final de la guerra se les dio la opción a los soldados de poder llevarse a los perros que tenían a su cargo, asumiendo los costes de repatriación, que incluían seis meses de cuarentena. Como muchos de ellos no podían pagar esa cantidad la Royal Society for the Prevention of Cruelty to Animals, la National Canine Defence League y la Dumb Friends' League acordaron cubrir 12 de las 14 libras que costaba traer a los perros, dejando a pagar 2 libras a los dueños para asegurarse de que los vendría a recoger pasados los seis meses. El resto de perros que no fueron repatriados fueron vendidos o sacrificados.
La contrapartida estadounidense a la Blue Cros fue la American Red Star Animal Relief, posteriormente Red Star Rescue, creada en 1916 con la estructura de un cuerpo veterinario con el propósito de ayudar a los animales heridos. En 1918 fue incorporada oficialmente en el ejército.
Dorothy Brooke fundó en El Cairo en 1934 un hospital, a base de donaciones, dedicado a comprar y mantener a los caballos y mulas que habían sido abandonados en Egipto después de la guerra. A lo largo de su vida llegó a comprar más de 5000 caballos y mulas de guerra. La fundación Hospital de Animales Brooke todavía continúa su actividad de ayuda a los animales bajo el nombre de su fundadora.

## Cuerpos veterinarios del ejército
El Ejército británico contaba con una división dedicada al cuidado de los équidos denominada durante la guerra Army Veterinary Corps, y renombrado como Royal Army Veterinary Corps al final de la guerra, y se calcula que llegó a tratar unos 2.5 millones de animales heridos, de los cuales el 80% volvió al servicio. Este departamento era relativamente nuevo en 1914 ya que aunque el Ejército contaba con un servicio de veterinaria desde 1796, el Army Veterinary Service, éste estaba formado por veterinarios contratados en cada regimiento de caballería. No fue hasta 1880 que se creó el departamento veterinario con un servicio veterinario centralizado y una escuela militar de veterinaria. El Army Veterinary Corps se encargaba de organizar los hospitales veterinarios necesarios, los cuales eran tanto fijos como móviles. Cada división de caballería contaba con un hospital veterinario móvil, organizado por la sección Mobile Veterinary Section (Sección Veterinaria Móvil), el cual trataba a los caballos, mulas y camellos heridos. Cuando el animal necesitaba un tratamiento mayor era enviado a un Hospital Veterinario Base y era reemplazado por otro animal. Los perros en cambio no eran tratados por el AVC. Esta división pasó de tener 364 oficiales y 934 soldados de otros rangos en 1914 a 1.306 oficiales y 41.755 soldados al final de la guerra; al final de la guerra prácticamente la mitad de los veterinarios cirujanos estaban al servicio del cuerpo veterinario británico.
El Cuerpo Veterinario del Ejército de los Estados Unidos se formó como organismo independiente durante la Primera Guerra Mundial. Previamente los veterinarios e inspectores del ejército eran asignados como individuos a las otras unidades. Esto, junto al hecho de que en las guerras previas los caballos que no podían seguir la marcha se quedaban atrás, hizo que no se planificaran hospitales veterinarios; por lo que por lo menos durante el primer año de su participación, los animales del ejército estadounidense fueron atendidos en los hospitales franceses y británicos. Los animales enfermos o heridos eran enviados a pie hasta el hospital más próximo, y los que no había expectativas de que se llegasen a curar en menos de 30 días eran sacrificados.

## Equipación

### Protección contra los agentes químicos
Los ejércitos desarrollaron máscaras y equipos de protección para los animales contra los ataques de gas venenoso, principalmente para proteger a los caballos, mulas, perros y palomas. Los equipos de protección de cada animal presentaban retos distintos y se crearon acorde con las necesidades de cada uno. Los caballos respiran por la nariz por lo que se podía dejar la boca libre y no era necesario protegerles los ojos ya que no les afectan los gases lacrimógenos, el perro respira tanto por la nariz como por la boca y como son afectados por los lacrimógenos la máscara le tenía que cubrir toda la cabeza, y las palomas tenían que ser protegidas metiéndolas en cajas especiales para este propósito. Para probar la efectividad de los protectores químicos se utilizaron principalmente cabras como sujeto de prueba, aunque también perros o humanos. Pese a estos esfuerzos en los campamentos el protocolo habitual era soltar a los animales con la esperanza de que escaparan de las nubes de gas.
Los filtros empleados en las máscaras se componían de distintos materiales como la franela o la estopa impregnados con komplexene o simplexene; composiciones que contenían hexamethilenetetramina (para el fosgeno), sulfato de níquel (para el cianuro de hidrógeno), carbonato de sodio, colofonía o glicerol.

### Primeros auxilios
Los perros paramédicos que eran utilizados para recorrer las zonas denominadas como tierra de nadie en busca de supervivientes llevaban chalecos con la insignia de la cruz roja, así como botellas de agua o algún estimulante y un botiquín de primeros auxilios.

### Mascotas
Los regimientos adoptaban mascotas con un sentido ceremonial, en muchas ocasiones para representar la localidad de donde provenía o donde había servido el regimiento, y se la mantenía bien cuidada y alimentada. Habitualmente se confeccionaban trajes a medida o adaptaciones del uniforme oficial del regimiento, caronas o arneses especiales para portar los estandartes oficiales, y se los condecoraba con medallas no oficiales o atuendos, muchas veces ofrendados a los regimientos por otros oficiales o personajes importantes.

## Legado
Existen numerosos monumentos, obras de arte o placas conmemorativas dedicados a animales que lucharon en la Primera Guerra Mundial como el caballo o el perro, o incluso a animales concretos con nombre y apellido, pero algunos de ellos fueron dedicados a los animales en su conjunto.
En 2004, se construyó en Londres el memorial Animales en la Guerra, y en 2012 el memorial Animales en la guerra de David Clendining en Ottawa, Canadá.
En las paredes de Fort de Vaux (Verdún) se colocó una placa conmemorativa a las palomas mensajeras, y en la entrada de la ciudadela de Lille se inauguró en 1936 un monumento a las palomas muertas por el enemigo. Aun así el único monumento conmemorativo de Francia dedicado a todos los animales de la Primera Guerra Mundial se encuentra en la comuna de Couin, en lo que fue parte del escenario de la batalla del Somme, y consta de dos placas de mármol en las que se lee la inscripción No los olvidamos!.
La organización estadounidense veterinaria Red Star donó una placa conmemorativa a los animales de la Primera Guerra Mundial al edificio de la Oficina Ejecutiva Eisenhower, que posteriormente fue trasladada al museo de la intendencia militar de Fort Lee, Virginia.
El escritor y soldado francés Maurice Genevoix, en su tetralogía Aquellos del 14 sobre la batalla del Marne, evoca a menudo a los animales de guerra.
Se han rodado numerosas películas de la época de la Primera Guerra Mundial con animales como protagonistas, como son el caso de las películas del perro Rin Tin Tin, de la paloma Valiant o del caballo de War Horse.